# Dicranomyia (Caenolimonia) combostena
Dicranomyia (Caenolimonia) combostena is een tweevleugelige uit de familie steltmuggen (Limoniidae). De soort komt voor in het Neotropisch gebied.